# Лёйшнер, Вильгельм

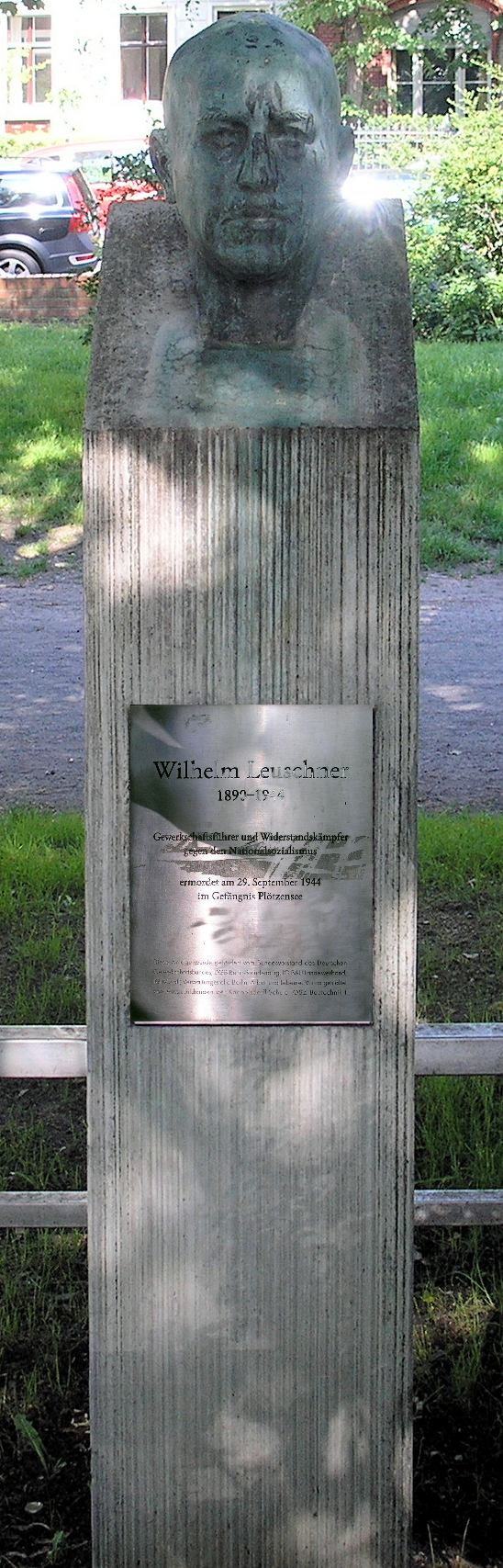
Памятник Вильгельму Лёйшнеру

Вильгельм Лёйшнер (нем. Wilhelm Leuschner; 15 июня 1890, Байрейт — 29 сентября 1944, Берлин) — немецкий политический и профсоюзный деятель, социал-демократ, участник заговора против Адольфа Гитлера.

## Молодые годы
Сын печника Вильгельма Лёйшнера и его жены Марии. Детство провёл в бедности, получил профессиональное образование гравёра и скульптора по дереву (1903—1907), работал на мебельной фабрике в Дармштадте, с юности был членом профсоюза. Принимал активное участие в профсоюзном движении, вступил в Социал-демократическую партию Германии. В 1911 году женился на Элизабет, урождённой Бац. С 1916 года служил в армии на Восточном фронте.

## Политический и профсоюзный деятель
С 1919 года — член городского совета Дармштадта и председатель городских профсоюзов (окружного отделения Всегерманского объединения профсоюзов). С 1924 года — депутат ландтага земли Гессен, в 1928—1933 годах — министр внутренних дел в правительстве этой земли. Был сторонником строительства автобанов. С января 1933 года, одновременно, заместитель председателя Всегерманского объединения профсоюзов (АДГБ). Выступал против как нацистов, так и коммунистов. В 1931 году опубликовал так называемые «Боксхеймские документы» — бумаги деятеля НСДАП и депутата ландтага Гессена Вернера Беста, содержавшие информацию о планах захвата власти нацистами. Это сделало Лёйшнера ещё более, чем ранее, ненавистной для нацистов фигурой.

## Участник движения Сопротивления
После прихода НСДАП к власти в 1933 году был вынужден покинуть пост министра. На тот момент он также представлял профсоюзов Германии на Международном конгрессе профсоюзов в Женеве. После возвращения на родину с конгресса и разгрома профсоюзного движения дважды (в мае и июне 1933) арестовывался, в 1933—1934 годах находился в тюрьмах и концлагерях. В июне 1934 года был освобождён и вскоре после этого включился в Сопротивление нацизму. В 1936 году назначен директором небольшой фабрики по производству посуды, которая вскоре стала местом встреч активистов запрещённых профсоюзов — как социал-демократов, так и представителей христианского рабочего движения.
Был сторонником единых действий с коммунистами, в 1935 году вёл с ними переговоры о выработке общей программы действий. Также поддерживал контакты с консервативной антинацистской оппозицией во главе с Карлом Фридрихом Гёрделером и с антифашистским «кружком Крейсау». Его кандидатура рассматривалась на пост вице-канцлера в постгитлеровском правительстве страны. Граф фон Штауффенберг считал его одним из возможных кандидатов на пост канцлера в послевоенной Германии (рассматривая Гёрделера, который должен был быть назначен на этот пост сразу же после свержения Гитлера на «переходный период», как неподходящую кандидатуру для сплочения антифашистских сил, включая коммунистов).
После неудачи покушения на Гитлера Лёйшнер был арестован 16 августа 1944 года. 7—8 сентября того же года предстал перед Народной судебной палатой, был приговорён к смертной казни. Повешен 29 сентября 1944 года в тюрьме Плётцензее.

## Память о Лёйшнере

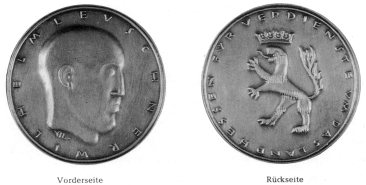
Медаль Вильгельма Лёйшнера

- Ландтаг Гессена учредил медаль Вильгельма Лёйшнера — высшую награду этой земли.
- В память о Лёйшнере названы многочисленные улицы и площади в немецких городах.
- В родном доме Лёйшнера в 2003 году был открыт небольшой музей.
- В Германии в честь Лёйшнера была выпущена почтовая марка.